# Paulo Alcobia Neves
Paulo Alcobia Neves, de nome completo José Paulo Vicente Alcobia Neves, (São Jorge de Arroios - Lisboa, 10 de novembro de 1966) é um genealogista, heraldista, historiador, colecionador e turismólogo português.

## Biografia
Licenciado em Turismo pela Escola Superior de Educação de Coimbra, Bacharel em Gestão Turística e Cultural pelo Instituto Politécnico de Tomar - IPT, tem diversas obras publicadas nos domínios da genealogia, da heráldica, da história local e de uma forma geral sobre os mais diversos aspectos culturais de Ferreira do Zêzere. A sua atividade mereceu o seguinte comentário por parte do Historiador e Ensaísta Henrique Barrilaro Ruas: "O Paulo Alcobia é um livro aberto da história de Ferreira do Zêzere". 
Gestor de diversas atividades culturais da Fundação Maria Dias Ferreira, o seu trabalho tem vindo revelar-se profícuo e notável. E conta com iniciativas como o projeto Restaurar, através do qual foi feito um levantamento exaustivo de mais de 400 bens culturais existentes nas Igrejas do Concelho ou o projeto Salvaguarda, iniciativa que visa o resgate e preservação de fotografias e documentos relacionados com Ferreira do Zêzere que reuniu até ao momento 14.431 digitalizações.
Paulo Alcobia Neves tem-se destacado em diversas áreas socioculturais, nomeadamente na pesquisa, promoção e divulgação dos valores culturais dos concelhos de Ferreira do Zêzere e Tomar mas também na realização de eventos turístico-culturais. 
Frequentou, em 1989, o curso de Introdução à Genealogia e Heráldica do Instituto Português de Heráldica e, mais tarde, o curso de Introdução à Genealogia ministrado em parceria pela Universidade Católica de Lisboa e pela Associação dos Bibliotecários, Documentalistas e Arquivistas de Portugal (BAD).
Entre 2003 e 2004 participou e/ou coordenou nos 1º e 2º Congressos de Heráldica de Tomar; em 2005 coordenou o 1º Curso de Introdução à Genealogia da Biblioteca Municipal Anselmo Braamcamp Freire, em Santarém e em 2009, a convite do Arquivo Distrital de Santarém e da Torre do Tombo, coordenou o primeiro curso de Introdução á Genealogia destas prestigiadas instituições.
É sócio da Associação Portuguesa de Genealogia, da Academia Lusitana de Heráldica e da Academia de Heráldica do Algarve, da qual é co-fundador. Desde 2008 que colabora com a Fundação Maria Dias Ferreira onde dinamizou, entre outras, as seguintes iniciativas:
- Projeto Salvaguarda[8], repositório de milhares de imagens relacionadas com o concelho de Ferreira do Zêzere, algumas das quais disponíveis na Mediateca.
- Projeto Restaurar[9] que através de um protocolo entre a Fundação e o Instituto Politécnico de Tomar permitiu o inventário e restauro de dezenas de peças de arte sacra degradadas
- O Portal Zezerepedia[10], repositório de centenas de artigos dedicados à história e cultura do Concelho de Ferreira do Zêzere

E mais recentemente o Projeto Registar que promove a gravação de testemunhos orais junto da população mais idosa do Concelho.

## Obras
Dentre os estudos publicados, se destacam:
- Colectânea artística do Concelho de Ferreira do Zêzere / Paulo Alcobia Neves. Ferreira do Zêzere : P. A. Neves, 1990.[11]
- Os Alcobias da Granja / Paulo Alcobia Neves ; pref. Segismundo Pinto ; rev. Maria do Rosário da Silva António Cortez Pinto. 1a ed. Ferreira do Zêzere : P.A. Neves, 1994.[11]
- Subsídios para uma carta do Património no Concelho de Ferreira do Zêzere, 1997[11]
- Colectânea fotográfica de Ferreira do Zêzere / Paulo Alcobia Neves ; pref. Carlos Veloso. 1a ed. Ferreira do Zêzere : P. A. Neves, 2000.[11]
- A família Cotrim: Apontamentos para uma história documentada da origem de alguns ramos em Portugal e no Brasil. Coordenação de Paulo Alcobia Neves; Autores: Paulo Alcobia Neves, Rui Manuel Dias, Erivaldo Fagundes Neves, Tiago José Silva, Alfredo Magalhães Ramalho, Marcos Cotrim de Barcellos ; Pref. Sérgio Rau Silva; Duran 1a ed, Coimbra, 2023[11][12][13]

E como coautor:
- António Baeta : exposição antológica de pintura / coord. Luísa Baeta ; textos José Afonso Sousa, Paulo Alcobia Neves. [Ferreira do Zêzere] : Fundação Maria Dias Ferreira, 2009.[11]
- António Baião: de Ferreira do Zêzere à Torre do Tombo, 2011[14]
- Guilherme Soeiro : fragmentos de uma vida exemplar / Paulo Alcobia Neves, Cátia Salgueiro. 1a ed. [Ferreira do Zêzere ] : Fundação Maria Dias Ferreira, 2014.[15]